# 普安農
普安農（1970年—）是一名泰國電影導演。

## 作品
- 1995年《Crazy》
- 1997年《Bullet Teen》
- 2000年《Go-Six》
- 2003年《Cheerleader Queens》
- 2004年《Spicy Beautyqueen in Bangkok》（Plon naya）
- 2005年《Beautiful Wonderful Perfect》（Er rer）
- 2006年《特警霸王花》（Dangerous Flowers）（Chai Lai）
- 2007年《頑皮鬼》（Haunting Me）（Hor taew tak）
- 2007年《曼谷愛情故事》（Bangkok Love Story）
- 2007年《Three Cripples》（Yern Peh Lay semakute）
- 2009年《足球娘子軍》（Sassy Player）

## 外部連結
- Poj Arnon在互联网电影资料库（IMDb）上的資料（英文）